# 获鹿镇
获鹿镇（当地读作Huáilù），是中华人民共和国河北省石家庄市鹿泉区下辖的一个乡镇级行政单位。

## 行政区划
获鹿镇下辖以下地区：
第一社区、第二社区、第三社区、第四社区、第五社区、第六社区、第七社区、第八社区、第九社区、第十社区、第十一社区、获鹿监狱社区、一街村、二街村、三街村、四街村、五街村、六街村、七街村、八街村、曹庄村、杨庄村、贺庄村、郑家庄村、张家庄村、杜家庄村、下聂庄村、大李庄村、黄峪村、大毕村、小毕村、高庄村、西马庄村、东马庄村、北新城村、南海山村、北海山村、东辛庄村和石柏村。